# Tox (Francia)
Tox (en corso Tocchisi) es una comuna y población de Francia, en la región de Córcega, departamento de Alta Córcega.
Su población en el censo de 1999 era de 142 habitantes.

## Demografía
| 134 | 146 | 148 | 180 | 169 | 142 |
| Para los censos de 1962 a 1999 la población legal corresponde a la población sin duplicidades (Fuente: INSEE [Consultar]) |     |     |     |     |     |